# Landing page
Una landing page, nel web marketing, è una pagina web specificamente strutturata che il visitatore raggiunge dopo aver cliccato un link o una pubblicità. Questa pagina è appositamente sviluppata per trattare specifici argomenti: mostra contenuti che sono un'estensione del link o della pubblicità ed è ottimizzata per una specifica parola chiave, o frase, per "attrarre" i motori di ricerca. È l'elemento cardine di qualsiasi attività di web marketing perché permette di trasformare gli utenti in clienti.
L'utilizzo classico è nell'ambito di programmi di promozione come AdWords di Google, Zanox o TradeDoubler. La landing page che l'utente raggiungerà sarà quella promossa negli annunci pubblicitari.

## Descrizione

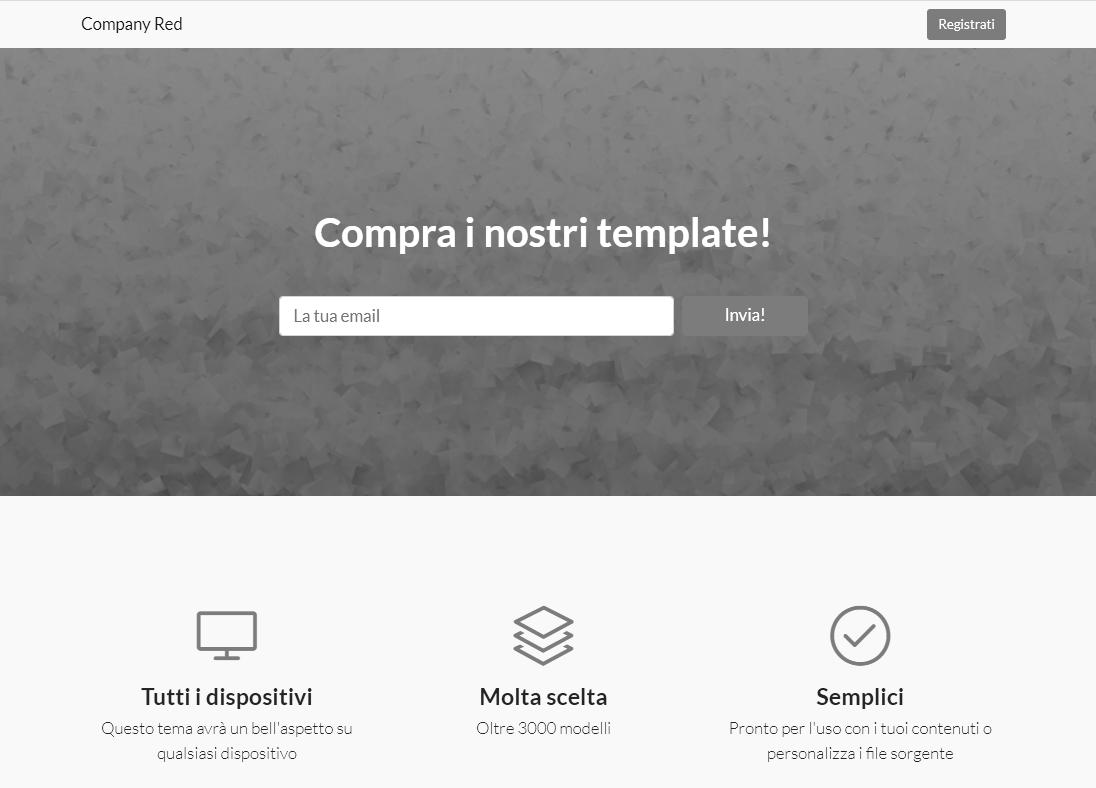
Esempio di landing page

Una landing page è spesso personalizzata per campagne pay per click, in modo che il suo contenuto sia il più possibile prossimo a quanto cercato sul motore di ricerca.
Esistono due tipi di landing page, chiamate: 
- Landing Page di consultazione (Reference): hanno lo scopo di comunicare informazioni importanti per il visitatore; queste pagine possono anche includere testi o elementi particolari.
- Landing Page transazionali (Transactional): spingono invece il navigatore a completare una certa attività (normalmente riempire un modulo sul web). Questo tipo di landing page è utilizzata per vendere prodotti, servizi o contenuti.

L'obiettivo di una landing page transazionale è fare in modo che quanti più navigatori arrivino sulla pagina e seguano l'invito a compiere un'"azione" (come, ad esempio, il click su un'email, la compilazione di un modulo di richiesta, il click su un link). L'indice di efficienza viene chiamato "tasso di conversione" (Conversion rate, "CR"). Per assicurare un buon CR, è importante la presenza di alcuni parametri:
- Compatibilità più estesa possibile della landing page su tutte le piattaforme, per risoluzione utilizzata, per dimensione, per tecnologie scelte;
- Presenza di una richiesta di azione molto evidente e univoca (una sola azione, nessun link esterno nella pagina);
- Presenza di offerte speciali e testi attraenti.

### Single-page application
In informatica con Single-page application (in italiano: applicazione su singola pagina) o in sigla SPA si intende un'applicazione web o un sito web che può essere usato o consultato su una singola pagina web con l'obiettivo di fornire una esperienza utente più fluida e simile alle applicazioni desktop dei sistemi operativi tradizionali.
Normalmente una landing page non ha la navigazione e ha una sola call-to-action (invito all'azione normalmente rappresentato da un bottone come "iscriviti", "richiedi informazioni", "ordina"...). Infatti in confronto alla home page di un sito web si differenzia dal fatto che non deve presentare tutto il prodotto o servizio ma solo una chiamata ad un'azione. Ci sono tuttavia landing page progettate con un menu di poche voci per navigare sempre all'interno della stessa pagina diventato quindi una Single-page application. Non può però avere più di una pagina, altrimenti verrebbe considerata un sito web.

## Differenza tra squeeze page e landing page
Una landing page è una pagina autonoma creata per soddisfare un unico obiettivo di conversione. Gli obiettivi della landing page possono variare; dal download di ebook e white paper, iscrizioni di prova gratuita SaaS, ecc.
Alcune squeeze page possono essere landing page, ma non tutte le landing page clic sono squeeze page perché le landing page possono avere obiettivi diversi.
Quindi la differenza è lo scopo: la landing page serve a generare lead e quasi sempre presenta un lead magnet (un ebook gratuito o uno sconto per esempio), mentre la seconda serve a vendere.
La landing page è di solito più lunga e presenta più testo e adotta il processo di funneling (il processo attraverso il quale le aziende guidano i clienti nell'acquisto dei prodotti).
| Squeeze Page | Landing page                                                           |
| Ha un obiettivo di conversione (acquisire indirizzi email)                                                                | Può avere più obiettivi di conversione                                 |
| Solitamente è in forma breve                                                                                              | Può avere una forma lunga o una forma breve, a seconda dell'offerta    |
| Include un semplice e breve modulo per l'acquisizione di lead                                                             | Può avere un modulo dettagliato se il prodotto o servizio è complicato |
| Non necessariamente una pagina autonoma (può essere presente su un sito web). Può essere una semplice finestra di dialogo | Pagina autonoma dopo aver cliccato un banner pubblicitario             |
| Segue un'e-mail di benvenuto/ringraziamento                                                                               | Non è sempre seguita da un'e-mail di benvenuto                         |